# Télécom Paris
A párizsi Télécom Paris (Télécom ParisTech, École nationale supérieure des télécommunications), egy francia állami felsőoktatási (grande école) és mérnöki kutatási intézmény. A Palaiseau-ban található, és tagja az Institut Polytechnique de Paris-nak és az Institut Mines-Telecom-nak is. 2021-ben az ötödik legmagasabb francia egyetem volt az egyetemek világranglistáján, és a 6. legjobb kisegyetem a világon. A QS-rangsorban a Télécom Paris a világ 64. legjobb egyeteme informatikában.

## Híres diplomások
- Léon Charles Thévenin, francia távíró mérnök, aki kiterjesztette Ohm törvényét összetett áramkörökre